# ICOM Independent Comic Preis
Der ICOM Independent-Comic-Preis wird vom Interessenverband Comic e. V. (ICOM) seit 1994 verliehen. Im Gegensatz zum Max-und-Moritz-Preis wird dieser Preis Zeichnern und kleinen Verlagen, die fern der etablierten Branchenriesen stehen, für Eigenproduktionen aus dem zurückliegenden Kalenderjahr verliehen. Die Publikationen müssen eingereicht werden, bis 1998 genügte ein Exemplar, seit 1999 verständigen sich die Juroren im Vorfeld der Preisverleihung und benötigen deshalb fünf körperliche Einreichungen oder eine digitale.

## Die Preiskategorien
Alljährlich werden Preise in verschiedenen Kategorien vergeben. 2006 wurden die Kategorien Bestes Fanzine, Comic-Beitrag „Funny“ und Comic-Beitrag „Realistisch“ durch Bester Kurzcomic, Herausragendes Artwork ersetzt, 2016–2019 wurde zusätzlich der Charly-Eiselt-Preis für die beste Publikation eines Newcomers vergeben. Im Jahr 2020 wurden die Kategorien erneut umbenannt und bei gleichzeitiger Erhöhung des Preisgeldes die Anzahl von sieben auf drei reduziert. Die lobenden Erwähnungen wurden durch eine vorab bekanntgegebene Nominiertenliste ersetzt.
- Kategorie 1 - Bester Independent Comic – Selbstveröffentlichung
- Kategorie 2 - Bester Independent Comic – Verlagsveröffentlichung
- Kategorie 3 - Sonderpreis für eine besondere Leistung oder Publikation

Zur Feier des 30-jährigen Jubiläums gab es 2024 eine weitere Kategorie:
- Kategorie 4 - Bester Kinder- oder Jugendcomic

Seit 2024 gibt es außerdem den „XPPen-Preis für herausragende digitale Comics“, der mit zwei Grafiktablets der Firma XPPen dotiert ist.

## Preisträger

### 1994
- Bestes Fanzine/bester Independent Comic (2.000 DM): SI-Kartuun 9 (Siegen)
- Bester Comic-Beitrag „Funny“ (250 DM): Hartmut Klotzbücher für Die Abenteuer vom lieben Gott in Au weia 6
- Bester Comic-Beitrag „Realistisch“ (250 DM): Markus Huber für Schlußverkauf in Panel 12

### 1995
- Bestes Fanzine/bester Independent Comic (je 1.000 DM):
  - Sprühende Phantasie 14
  - Menschenblut 15–19
- Bester Comic-Beitrag „Funny“ (250 DM): Kim Schmidt für Schronz (Flying Kiwi Verlag)
- Bester Comic-Beitrag „Realistisch“ (250 DM): Markus Grolik für Beiträge in Kromix 8 und Lippe 15
- Preis der Jury:
  - Qwert von diceindustries
  - Heikes Läspen Comics 3 von Heike Anacker

### 1996
- Bestes Fanzine/bester Independent Comic (2.000 DM): Unangenehm 3 (Hamburg)
- Bester Comic-Beitrag „Funny“ (250 DM): Stefan, Matthias und Jan Dinter für Knurf, Held der grünen Hölle (Zwerchfell Verlag)
- Bester Comic-Beitrag „Realistisch“ (250 DM): Robi (Szenario) und Stefan Atzenhofer (Artwork) für Eine schöne Frau in Menschenblut 22/23

### 1997
- Bestes Fanzine/bester Independent Comic (je 1.000 DM):
  - Das Hochzeitsfanzine (Hrsg.: Anja & Joy)
  - Zeitlupe 26 (Hrsg.: Tim Böhm)
- Bester Comic-Beitrag „Funny“ (300 DM): Holger Bommer und Jo Guhde für Kurt Adventures 1 (Gringo Comics)
- Bester Comic-Beitrag „Realistisch“ (300 DM): Robert Wenzl für Die Kuppel in Flirren Schwirren Wirren (Emu Graphics)
- Bestes Szenario (300 DM): Michael Möller für Der Fluch (Artwork: Frank Schmolke) in Menschenblut 25

### 1998
- Bestes Fanzine/bester Independent Comic (je 1.000 DM):
  - Panel 18
  - Wacka Wacka 3 (Hrsg.: Guido Kawczynski)
- Bester Comic-Beitrag „Funny“ (300 DM): Mawil für Adventure 0815 in Epidermophytie 3
- Bester Comic-Beitrag „Realistisch“ (300 DM): Wittek für Non suavis genese in Unangenehm 5
- Bestes Szenario (300 DM): Robi für Die Qualle (Artwork: Michael Möller) in Menschenblut 28/29
- Lobende Erwähnungen:
  - Doudou der Poilu 3 von Diana R. Sassé (Edition Rhein-Trio)
  - Zwei Prinzen von Frank Schmolke (Spaceboy Edition)
  - Nesmo – Das Neuschwansteinmonster von Gerhard Schlegel und Elke Reinhart (Laska Comix)

### 1999
- Bestes Fanzine/bester Independent Comic (2.000 DM): Tentakel (Laska Comix)
- Bester Comic-Beitrag „Funny“ (500 DM): Andreas Fecke für Moe
- Bester Comic-Beitrag „Realistisch“ (500 DM): Andreas Michalke für Smalltown Boy (Reprodukt)
- Bestes Szenario (500 DM): Diana R. Sassé für Doudou der Poilu 4 (Edition Rhein-Trio)
- Sonderpreis (500 DM): Flaschko – Der Mann in der Heizdecke und TNT – Eine Boxerstory von Nicolas Mahler (Edition Brunft)
- Lobende Erwähnungen:
  - Auch Leichen haben Feierabend von Hanne Leese (Fake Press)
  - Bizarr Bazar von Wittek (Zwerchfell Verlag)
  - 22 Fußballhelden von Jerzovskaja
  - Hotze von Bringmann & Kopetzki (Comic Strips im Groove Magazin)
  - Kaktus 1 von Gerhard Schlegel und Elke Reinhart (Laska Comix)
  - Kodomo no Yume (Fanzine des überregionalen Anime- und Manga-Fanclubs Kodomo no Yume)
  - Nix zu lachen von Mathias Reuter (Fake Press)
  - Plop (Hrsg.: Andreas Alt)
  - Trash-O-Rama von Rainer Penk und Matthias Preuß
  - Tremor

### 2000
- Bestes Fanzine/bester Independent Comic (2.000 DM): Heinz und Pifie von Rautie (Edition Panel)
- Bester Comic-Beitrag „Funny“ (500 DM): Holger Hofmann für Die Kolkas 1 (Comicwelt)
- Bester Comic-Beitrag „Realistisch“ (500 DM): Geier für Der Ring des Meisters in Menschenblut 35
- Bestes Szenario (500 DM): Ulf K.
- Sonderpreis (500 DM): Zwerchfell Verlag
- Lobende Erwähnungen:
  - Tentakel (Laska Comix)
  - Kurzer Prozess (Gringo Comics)
  - Horst von Geier und Robi (Schwarzer Turm)
  - Tremor
  - Kaktus von Gerhard Schlegel und Elke Reinhart (Laska Comix)

### 2001
- Bester Independent Comic (1.000 DM): Le grand rien von Jakob Werth und Thomas Gilke (Laska Comix)
- Bestes Fanzine (1.000 DM): Zebra
- Bester Comic-Beitrag „Funny“ (500 DM): Geier und Robi für Horst (Schwarzer Turm)
- Bester Comic-Beitrag „Realistisch“ (500 DM): Karsten Schwenzfeier für Das Mahl in Tremor 9
- Bestes Szenario (500 DM): Eckart Breitschuh für Wanda Caramba 1–3 (Zwerchfell Verlag)
- Sonderpreis (500 DM): INC. – Initiative Comic Kunst e. V. (Hamburg)
- Lobende Erwähnungen:
  - Schattenreich von Horus (Neun)
  - Ineinander von Dirk Schwieger
  - Tristitia von Andreas Nikisch (Elmsfire)
  - Grimm 2 – Rotkäppchen von Eckart Breitschuh und Wittek (Zwerchfell Verlag)
  - Rosa Elefanten und weiße Mäuse 4 – Gesichter des Todes von Tim Posern (Offkeks)
  - ICOM-Regionalgruppe Rhein-Ruhr
  - Laska Comix
  - Edition Brunft
  - Tremor
  - Alischa von Martin Schlierkamp
  - Chez Kiosk von Andreas Eikenroth
  - Der Fremde von Jimmy Stepanoff
  - Wondertüte von ATAK (Jochen Enterprises)

### 2002
- Bester Independent Comic (500 Euro): Schattenreich von Horus (Neun)
- Bestes Fanzine (500 Euro): Panel 21
- Bester Comic-Beitrag „Funny“ (250 Euro): Nicolas Mahler für Désir (Éditions de la Pastèque)
- Bester Comic-Beitrag „Realistisch“ (250 Euro): Tim Dinter und Kai Pfeiffer für Alte Frauen (Zwerchfell Verlag)
- Bestes Szenario (250 Euro): Eckart Breitschuh für Grimm 3 – Fitchers Vogel (Artwork: Martin Schlierkamp) (Zwerchfell Verlag)
- Sonderpreis (250 Euro): Das Baumhaus von Patrick Wirbeleit (Herrimans)
- Lobende Erwähnungen:
  - Batstick Adventures 27 von Holger Bommer (Gringo Comics)
  - Berg Hasi von Mawil (Monogatari)
  - Ineinander 2+3 von Dirk Schwieger
  - Kranke Comics 8 von Klaus Cornfield (Schwarzer Turm)
  - Kringel 1 – Für ein paar Kringel mehr von Hartmut Klotzbücher (Zwerchfell Verlag)
  - Kurzer Prozess (Gringo Comics)
  - Das Millionenspiel von Andreas Kukuk
  - Mosa-Icke (Berliner Mosaik Connection)
  - Paranoid 6 von Stephanie Dietz und Christopher Tauber
  - Pilules Bleues von Frederik Peeters in Ineinander 3
  - Rendsburg Prinzessinstraße von Elke Steiner (Edition Panel)
  - Silly & Cone – The Talking Tits von Sarah Burrini in Cosmix
  - Rosa Elefanten und weiße Mäuse 5 – Sonnige Aussichten von Tim Posern (Offkeks)
  - Von mir! von Gerhard Förster (Schwarzer Turm)
  - Wie im richtigen Leben (Hrsg.: Jörg Vogeltanz) (Prequel)

### 2003
- Bestes Fanzine/bester Independent Comic (1.000 Euro): Edition 52 (für Floralia von Ulf K. und Kosmonaut Laika von Gerhard Schlegel und Elke Reinhart)
- Bester Comic-Beitrag „Funny“ (je 250 Euro):
  - Mawil für Strand Safari (Schwarzer Turm)
  - Flix für Held 1: Kurze Hosen Holzgewehr (Zwerchfell Verlag)
- Bestes Szenario (250 Euro): Diana R. Sassé für Memories of the Antique White House (Elmsfire)
- Sonderpreis (250 Euro): Tentakel 4 (Laska Comix)
- Lobende Erwähnungen:
  - Von mir 4 von Gerhard Förster (Schwarzer Turm)
  - Krieg der Welten von Randy Zimmerman und Horus (Neun)
  - Mosa-Icke 3–4 (Berliner Mosaik Connection)
  - Zirkus Exitus 1–2 von Volker Sponholz (Herrimans)
  - Sand zwischen den Zähnen von Till Lenecke (Weissblech Comics)
  - Superbabe 1 von Martin Frei (Gringo Comics)
  - Comic-Fachpressen-Index 2000 (Zebra-Redaktion)
  - Grimm 5 – Die drei Federn von Flix und Eckart Breitschuh (Zwerchfell Verlag)
  - Geschichten aus dem Comicgarten von Fil, Reinhard Kleist, Mawil, Andreas Michalke und Oliver Naatz
  - Pfefferprinz in Tabledance With Hamlet von Stefan Lintl
  - Zuckerfisch 2 – Mit Sahnemeerrettich von Naomi Fearn (Zwerchfell Verlag)
  - Dat Wettloopen twischen den Hasen un den Swinegel up de lütje Heide bi Buxtehude von Patrick Wirbeleit (Herrimans)
  - Strange Girls 2 von Jule K.
  - Klinik 4 (Hrsg.: Teer)
  - Kringel 2 von Hartmut Klotzbücher (Zwerchfell Verlag)
  - Der Kosmopolit: Scum von Sascha Thau (Zwerchfell Verlag)
  - Die kleinen Mutterficker 3 von Stefan, Matthias und Jan Dinter (Zwerchfell Verlag)
  - Bizarr Bazar 4 von Wittek, Calle Claus u. a. (Zwerchfell Verlag)
  - The Anger Diaries 1/1: Der Citoyen von Jörg Vogeltanz

### 2004
- Bester Independent Comic (500 Euro): Hector Umbra 1 von Uli Oesterle (Edition 52)
- Bestes Fanzine (500 Euro): INKplosion.de
- Bester Comic-Beitrag „Funny“ (250 Euro): Mawil für Wir können ja Freunde bleiben (Reprodukt)
- Bester Comic-Beitrag „Realistisch“ (250 Euro): Reinhard Kleist und Tobias O. Meissner für Berlinoir 1 – Scherbenmund (Edition 52)
- Bestes Szenario (250 Euro): Markus Grolik für On the Run (Edition Panel)
- Sonderpreis (250 Euro): Comicforum.de
- Lobende Erwähnungen:
  - Gier von Isabel Kreitz (Zwerchfell Verlag)
  - Rohrpost von Volker Sponholz (Herrimans)
  - Panik Elektro 1: Autobiographischer Horror (Hrsg.: Wittek) (Schwarzer Turm)
  - Miller & Pynchon von Leopold Maurer

### 2005
- Bester Independent Comic (500 Euro): Blue Moon of Kentucky von Stefan Atzenhofer (Schwarzer Turm)
- Bestes Fanzine (500 Euro): Herrensahne 9
- Bester Comic-Beitrag „Funny“ (250 Euro): Panik Elektro 2 – Superhelden & Science Fiction (Hrsg.: Wittek) (Schwarzer Turm)
- Bester Comic-Beitrag „Realistisch“ (250 Euro): Max Andersson und Lars Sjunnesson für Bosnian Flat Dog (Reprodukt)
- Bestes Szenario (250 Euro): Thomas Gilke für Import/Export in EDIT 34
- Sonderpreis (250 Euro): Deutsche Comicforschung 2005 (Hrsg.: Eckart Sackmann) (Comicplus)
- Lobende Erwähnungen:
  - Dirt Girl von Naomi Fearn (Zwerchfell Verlag)
  - Die Piccolo-Reihe von Gringo Comics
  - Die Schlange von Paul Hoppe (Zwerchfell Verlag)
  - Sternennächte von Ulf K. (Edition 52)
  - Die Band von Mawil (Reprodukt)
  - Berlinoir 2 – Mord! von Reinhard Kleist und Tobias O. Meissner (Edition 52)

### 2006
- Bester Independent Comic (500 Euro): Acht, neun, zehn von Arne Bellstorf (Reprodukt)
- Bester Kurzcomic (300 Euro): Katze von Klaus Cornfield (Schwarzer Turm)
- Herausragendes Szenario (300 Euro): Manuele Fior für Menschen am Sonntag (Avant-Verlag)
- Herausragendes Artwork (300 Euro): Moki für Borderland in Panik Elektro 3 (Schwarzer Turm)
- Sonderpreis der Jury für eine bemerkenswerte Comicpublikation (300 Euro): Electrocomics (Ulli Lust) www.electrocomics.com
- Sonderpreis der Jury für eine besondere Leistung oder Publikation (300 Euro): Kim's Comic-Zeichenkurs (Kim Schmidt u. a.) www.comiczeichenkurs.de
- Lobende Erwähnungen:
  - Cargo von Tim Dinter, Jens Harder, Rutu Modan, Yirmi Pinkus, Guy Morad und Jan Feindt (Avant-Verlag)
  - Didi & Stulle von Fil (Reprodukt)
  - Schwangerschaftsstreifen von Ingrid Sabisch (Die Heldin Verlag)
  - Der Struwwelpeter (Comicfest München/Laska Comix)

### 2007
- Bester Independent Comic (500 Euro): Meister Lampe von Mawil (Reprodukt)
- Bester Kurzcomic (300 Euro): Zuckerfisch 4 – Im eigenen Saft von Naomi Fearn (Zwerchfell Verlag)
- Herausragendes Szenario (300 Euro): Robi für Dipperz 3 (Artwork: R. A. Drude) (Schwarzer Turm)
- Herausragendes Artwork (300 Euro): Toni Greis für Luna (Szenario: Robi) (Schwarzer Turm)
- Sonderpreis der Jury für eine bemerkenswerte Comicpublikation (300 Euro): Die Zauberflöte von der Zeichnergruppe „World of Comic“ und Karin Windorfer (Gloor Verlag)
- Sonderpreis der Jury für eine besondere Leistung oder Publikation (300 Euro): Paul Derouet, Comic-Seminar Erlangen
- Lobende Erwähnungen:
  - Epidermophytie 12 – Das große Wimmelbild-Comic
  - Dod auf da Koppe‘ von Frank Cmuchal in Bullengeschichten (Comicaze)
  - Brotlose Kunst von Johann Christian Vasold in Paper Theatre 3 (Schwarzer Turm)
  - Zwarwald – Elementartierchen von Leo Leowald (Reprodukt)

### 2008
- Bester Independent Comic (500 Euro): Liebe schaut weg von Line Hoven (Reprodukt)
- Bester Kurzcomic „Funny“ (300 Euro): Daniel & Oleg von Olli Ferreira und René Roggmann (Zwerchfell Verlag)
- Bester Kurzcomic „Realistisch“ (300 Euro): Sperrbezirk von Tobi Dahmen (Schwarzer Turm)
- Herausragendes Artwork (300 Euro): Reinhard Kleist für The Secrets of Coney Island (Edition 52)
- Sonderpreis der Jury für eine bemerkenswerte Comicpublikation (300 Euro): Didi & Stulle 1–7 von Fil (Reprodukt)
- Sonderpreis der Jury für eine besondere Leistung oder Publikation (300 Euro): Burkhard Ihme
- Lobende Erwähnungen:
  - Shōkuhn von Harald Kuhn (Studio Koketsu)
  - Halbstark von Spong (Katzenjammer Verlag)
  - Moresukine von Dirk Schwieger (Reprodukt)
  - Kommissar Kötza – Das Harnsteinzimmer von Holger Weyrauch (Keramikcomics)

### 2009
- Bester Independent Comic (500 Euro): Die sechs Schüsse von Philadelphia von Ulrich Scheel (Avant-Verlag)
- Bester Kurzcomic (300 Euro): Raues Sitten von Leo Leowald (Reprodukt)
- Herausragendes Szenario (300 Euro): Spong für Tara oder Der Marterpfahl, der Leben heißt (Katzenjammer Verlag)
- Herausragendes Artwork (300 Euro): Bastian Baier und Robert Mühlich für Der Schicksalsgnom (Zwerchfell Verlag)
- Sonderpreis der Jury für eine bemerkenswerte Comicpublikation (300 Euro): Orang 7 (Reprodukt)
- Sonderpreis der Jury für eine besondere Leistung oder Publikation (300 Euro): Comicgate Magazin 3
- Lobende Erwähnungen:
  - Fashionvictims, Trendverächter von Ulli Lust (Avant-Verlag)
  - Kommissar Eisele – Kripo Stuttgart von Martin Frei (Gringo Comics)
  - Paralleluniversum – Urknall von Ivo Kircheis (Beatcomix)
  - Schalke – Helden von ganz unten von Michael Vogt (KonturBlau)

### 2010
- Bester Independent Comic (500 Euro): Heute ist der letzte Tag vom Rest deines Lebens von Ulli Lust (Avant-Verlag)
- Bester Kurzcomic (300 Euro): Die Schande von Rahlstedt von Andreas Hartung in Epidermophytie 15
- Herausragendes Szenario (300 Euro): Simon Schwartz für Drüben! (Avant-Verlag)
- Herausragendes Artwork (300 Euro): Katharina Greve für Ein Mann geht an die Decke (die Biblyothek)
- Sonderpreis der Jury für eine bemerkenswerte Comicpublikation (300 Euro): Spring 6
- Sonderpreis der Jury für eine besondere Leistung oder Publikation (300 Euro): Olivia Vieweg, Beatrice Beckmann und Vicky Danko für Paper Theatre (Schwarzer Turm)
- Lobende Erwähnungen:
  - Dave Grigger von Mamei und Ivo Kircheis (Beatcomix)
  - Jazam! 4 – Monster
  - Kleiner Vogel Rot von Veronika Mischitz und Christopher Bünte (Zwerchfell Verlag)
  - Leroy & Dexter – 10 hoch minus 9 von Thomas Gilke (Avant-Verlag)

### 2011
- Bester Independent Comic (500 Euro): Die Toten 1 + 2, herausgegeben von Stefan Dinter und Christopher Tauber (Zwerchfell Verlag)
- Bester selbstverlegter Comic (300 Euro): ZIRP 4 von Till Thomas
- Herausragendes Szenario (300 Euro): Mamei und Ivo Kircheis für Rocket Blues (Beatcomix)
- Herausragendes Artwork (300 Euro): Erik für Dédé 1 – Sind sie tot, Madame? (Epsilon Verlag)
- Sonderpreis der Jury für eine bemerkenswerte Comicpublikation (300 Euro): Jazam! 5 – Nachtleben
- Sonderpreis der Jury für eine besondere Leistung oder Publikation (300 Euro): Dirk Rehm (Reprodukt)
- Lobende Erwähnungen:
  - Argstein – Albtraum unterm Berg von Josef Rother und Eckart Breitschuh (Weissblech Comics)
  - Blutrotkäppchen von David Füleki (Delfinium Prints)
  - www.zampano-online.com (David Boller)
  - Lemon Law 3 – Nackte Tatsachen (Fireangels)
  - Die Zeit und Gott von Aike Arndt (Zwerchfell Verlag)

### 2012
- Bester Independent Comic (500 Euro): Seelenfresser – Erstes Buch: Liebe von Schwarwel (Glücklicher Montag)
- Bester Kurz-Comic (300 Euro): The Quest von Till Hafenbrak in Biografiktion 3: ABBA (Edition Biografiktion)
- Herausragendes Szenario (300 Euro): Marijpol für Trommelfels (Avant-Verlag)
- Herausragendes Artwork (300 Euro): David Füleki
- Sonderpreis der Jury für eine bemerkenswerte Comicpublikation (300 Euro): Perry – Unser Mann im All (Alligatorfarm)
- Sonderpreis der Jury für eine besondere Leistung oder Publikation (300 Euro): Levin Kurio (Weissblech Comics)
- Lobende Erwähnungen:
  - Saarland Album von Bernd Kissel (Geistkirch Verlag)
  - Black Label 1: Mädchencomic von Regina Haselhorst (Zwerchfell Verlag)
  - Tumba – Die Fratze des Todes von Stephan Hagenow und Geier (Gringo Comics)
  - Der Ziegensauger von Thomas Wellmann (Rotopolpress)

### 2013
- Bester Independent Comic (500 Euro): Das UPgrade 1 von Sascha Wüstefeld und Ulf S. Graupner (Zitty)
- Bester Kurz-Comic (300 Euro): Adieu Kakapo von Max Fiedler in Herrensahne 12
- Herausragendes Szenario (300 Euro): Carolin Walch für Roxanne & George (Reprodukt)
- Herausragendes Artwork (300 Euro): Maike Plenzke für Mittagspause in Bettgeschichten (Zwerchfell Verlag)
- Sonderpreis der Jury für eine bemerkenswerte Comicpublikation (300 Euro): Neufundland
- Sonderpreis der Jury für eine besondere Leistung oder Publikation (300 Euro): Der Wettbewerb „Comic-Clash“, ausgeschrieben von Moga Mobo und Epidermophytie
- Lobende Erwähnungen:
  - Earth unplugged von Jennifer Daniel (Jaja Verlag)
  - zuhause während der digitalen Revolution von Wolfgang Buechs (Ventil Verlag)
  - White Line von Calle Claus (Edition 52)
  - Schatz von Yinfinity in Jazam! 7

### 2014
- Bester Independent Comic (500 Euro): Lescheks Flug von Sebastian Stamm (Rotopolpress)
- Bester Kurz-Comic (300 Euro): Tesserakt von Tim Gaedke (SuKuLTuR)
- Herausragendes Szenario (300 Euro): Andreas Eikenroth für Die Schönheit des Scheiterns (Edition 52)
- Herausragendes Artwork (300 Euro): Thomas Wellmann für Pimo & Rex (Rotopolpress)
- Sonderpreis der Jury für eine bemerkenswerte Comicpublikation (300 Euro): Pure Fruit 6
- Sonderpreis der Jury für eine besondere Leistung oder Publikation (300 Euro): Sarah Burrini
- Lobende Erwähnungen:
  - Anders (Edition Kwimbi)
  - Hinter den Sieben Burgen von Alexander von Knorre (Jaja Verlag)
  - Cocobug von Eric Schneider (Jaja Verlag)
  - Heimdall von Max Baitinger (Rotopolpress)

### 2015
- Bester Independent Comic (500 Euro): Als ich mal auf hoher See verschollen war von Maximilian Hillerzeder (Edition Kwimbi)
- Bester Kurz-Comic (300 Euro): Insel Karkinos von Tim Gaedke
- Herausragendes Szenario (300 Euro): Paulina Stulin für The Right Here Right Now Thing (Jaja Verlag)
- Herausragendes Artwork (300 Euro): Yinfinity für Die kleine blaue Melancholie
- Sonderpreis der Jury für eine bemerkenswerte Comicpublikation (300 Euro): Ach, so ist das?! von Martina Schradi (Zwerchfell Verlag)
- Sonderpreis der Jury für eine besondere Leistung oder Publikation (300 Euro): Comic Solidarity
- Lobende Erwähnungen:
  - Mister Origami von Bastian Baier und Robert Mühlich (Zwerchfell Verlag)
  - Mondo 2
  - Oh 3 (Zwerchfell Verlag)
  - Penner von Christopher Burgholz (Jaja Verlag)

### 2016
- Bester Independent Comic (500 Euro): Tobisch von Joachim Brandenberg (Jaja Verlag)
- Bester Kurz-Comic (300 Euro): Libretto 1 von Ferdinand Lutz (Quantity Books)
- Herausragendes Szenario (300 Euro): Lukas Kummer für Die Verwerfung (Zwerchfell Verlag)
- Herausragendes Artwork (300 Euro): Lisa Rau für Waldgeflüster
- Sonderpreis der Jury für eine bemerkenswerte Comicpublikation (300 Euro): Jaja Verlag
- Sonderpreis der Jury für eine besondere Leistung oder Publikation (300 Euro): www.dreimalalles.info (Christian Maiwald)
- Charly-Eiselt-Preis für die beste Publikation eines Newcomers (erstes Album oder Buch) (500 Euro): Nomaden von Jan Vismann (Jaja Verlag)
- Lobende Erwähnungen:
  - Heimelig von Franz Suess (Glaskrähe)
  - Das Nichts und Gott von Aike Arndt (Zwerchfell Verlag)
  - Union der Helden 1: Der erste Tag von Arne Schulenberg und Jens Sundheim (Edition Kwimbi)
  - Die Wurzeln der Lena Siebert von Raphaela Buder (Mairisch Verlag)

### 2017
- Bester Independent Comic (500 Euro): Survivor Girl von Christopher Tauber, Ingo Römling und Kim Liersch (Zwerchfell Verlag)
- Bester Kurz-Comic (300 Euro): Lisa von Lenny Großkopf in Jazam! 11 – Abenteuer
- Herausragendes Szenario (300 Euro): Calle Claus und Olli Ferreira für Dorle (Zwerchfell Verlag)
- Herausragendes Artwork (300 Euro): Sabrina Schmatz für München 1945 (Schwarzer Turm)
- Sonderpreis der Jury für eine bemerkenswerte Comicpublikation (300 Euro): Austrian Superheroes 1–4 (Contentkaufmann)
- Sonderpreis der Jury für eine besondere Leistung oder Publikation (300 Euro): Johanna Baumann für die Comiczeichner-Challenge Comic-Collab und den Fuck Yeah!-Kalender
- Charly-Eiselt-Preis für die beste Publikation eines Newcomers (erstes Album oder Buch) (500 Euro): Circus Irritans von Katharina Netolitzky (Schwarzer Turm)
- Lobende Erwähnungen:
  - Herrn Heidenreichs fabulöser Heimat- und Sachkundeunterricht von Bastian Baier und Robert Mühlich
  - Get Your Man von Kami (Schwarzer Turm)
  - Abschied und Der Duft von Ramen von Jo Lott
  - Isopoda von Franz Suess (Glaskrähe)

### 2018
- Bester Independent Comic (500 Euro): Jazam! 12 – Spiel
- Bester Kurz-Comic (300 Euro): Verhandlungssache von Heinz Wolf in Echo des Wahnsinns (Sphinx Spieleverlag)
- Herausragendes Szenario (300 Euro): Federico Cacciapaglia für Immigrant Star (Jaja Verlag)
- Herausragendes Artwork (300 Euro): Paula Bulling für Lichtpause (Rotopol)
- Sonderpreis der Jury für eine bemerkenswerte Comicpublikation (300 Euro): Heart of Gold von Elisabeth Baumgartner und Viviane Tanner
- Sonderpreis der Jury für eine besondere Leistung oder Publikation (300 Euro): Christian A. Bachmann Verlag
- Charly-Eiselt-Preis für die beste Publikation eines Newcomers (erstes Album oder Buch) (500 Euro): Sterben ist echt das Letzte! von Eva Müller (Schwarzer Turm)
- Lobende Erwähnungen:
  - Fremdkörper von Marte Negele in Versunken & Entsprungen – Gezeichnete Geschichten aus Augsburg (Wißner-Verlag)
  - Don Rosa – I Still Get Chills von Alex Jakubowski und Lois Lammerhuber
  - Kristall und Rauch von Ralf Marczinczik (Museum Schnütgen)
  - Das größte Fest der Welt von Christopher Tauber und Annelie Wagner (Zwerchfell Verlag)

### 2019
- Bester Independent Comic (500 Euro): Don't touch it! von Timo Grubing (Zwerchfell Verlag)
- Bester Kurz-Comic (300 Euro): Willy the Kid – Alles im grünen Bereich von Raul und Rautie (Edition Panel)
- Herausragendes Szenario (300 Euro): Franz Suess für Sonntage (Kabinett)
- Herausragendes Artwork (300 Euro): Veronika Gruhl für Das verfluchte Elixier (Zwerchfell Verlag)
- Sonderpreis der Jury für eine bemerkenswerte Comicpublikation (300 Euro): Di Abenteuer fom Hartmut von Haggi (Gringo Comics)
- Sonderpreis der Jury für eine besondere Leistung oder Publikation (300 Euro): Guido Weißhahn und www.ddr-comics.de
- Charly-Eiselt-Preis für die beste Publikation eines Newcomers (erstes Album oder Buch) (500 Euro): Kramer von Natalie Ostermaier (Zwerchfell Verlag)
- Lobende Erwähnungen:
  - Leporello Bibliographie Nr. 1: Günter Hain von Michael Hebestreit
  - Panel – tenaxious comix von Christian Vähling u. a. (Edition Panel)
  - Kauboi und Kaktus – Hell is' im Wunderland von Christian Schmiedbauer (www.kauboiundkaktus.de)
  - Der Brunnen von Sandra Unterberger

### 2020
- Bester Independent Comic – Selbstveröffentlichung (1.000 Euro): Utille! von Hannes Stummvoll
- Bester Independent Comic – Verlagsveröffentlichung (1.000 Euro): Prinz Gigahertz von Lukas Kummer (Zwerchfell Verlag)
- Bester Independent Comic – Sonderpreis (1.000 Euro): Björn Eichenwicht und der immergrüne Wald von Korinna Seidel und Adrian Richter (Zwerchfell Verlag)

Nominiert für den Preis waren zudem
- Business Worm von Tim Gaedke (Verlagsveröffentlichung: Jaja Verlag)
- El Herpez von Michael Hacker (Selbstveröffentlichung)
- Der Jas – 1. Rache von Jean-Louis Schlesser und Marc Angel (Verlagsveröffentlichung: WEEERD im Verlag der Ideen)
- Rabenfluch von Lian (Selbstveröffentlichung)
- Shoot-Up-Hill von maleek (Selbstveröffentlichung)
- Und wenn die Wahrheit mich vernichtet – Pater Richard Henkes im KZ Dachau von Drushba Pankow (das sind Alexandra Kardinar und Volker Schlecht) (Verlagsveröffentlichung: Pallotti Verlag)
- Zur Sonne von Sascha Herrmann, Nina Hoffmann, Katja Klengel (Texte) und Matthias Lehmann (Text und Zeichnungen) (Selbstveröffentlichung)

### 2021
- Bester Independent Comic – Selbstveröffentlichung (1.000 Euro): Kein Vatertag von Sascha Dörp
- Bester Independent Comic – Verlagsveröffentlichung (1.000 Euro): Vasja, dein Opa von Anna Rakhmanko und Mikkel Sommer (Rotopol)
- Bester Independent Comic – Sonderpreis (1.000 Euro): Handbuch polnische Comickulturen nach 1989 von Kalina Kurczynska und Renata Makarska (Herausgeber) (Christian A. Bachmann Verlag)

Nominiert für den Preis waren zudem
- COMIXENE 136, herausgegeben von René Lehner (Sonderpreis, Rätselfactory Lehner)
- Kommissar Eisele und sein Henker von Martin Frei (Verlagsveröffentlichung: Gringo Comics)
- Menschen am Fluss Comic-Tagebuch von Christian Schmiedbauer (Selbstveröffentlichung)
- Mustafa und die Bumbos von David Weiss (Selbstveröffentlichung)
- ORT (1000%) von Franz Suess (Selbstveröffentlichung)
- Wellenbrechaz von Sebastian Sommer (Verlagsveröffentlichung: Gringo Comics)
- Yellowstone von Philipp Spreckels und Dave Scheffel-Runte (Verlagsveröffentlichung: Zwerchfell Verlag)

### 2022
- Bester Independent Comic – Selbstveröffentlichung (1.000 Euro): The Most Dangerous Game von Geier
- Bester Independent Comic – Verlagsveröffentlichung (1.000 Euro): Murr von Josephine Mark (Zwerchfell Verlag)
- Bester Independent Comic – Sonderpreis für eine besondere Leistung oder Publikation (1.000 Euro): Die Liebe ist stärker als der Tod von Oliver Ottitsch (Scherz & Schund Fabrik)

Nominiert für den Preis waren zudem
- ASH – Austrian Superheroes, Harald Havas, Stefan Gutternight, Dagmar Wyka, Kimberley Lex, Viviana DiChiara, Michael Hafner, Andreas Butzbach, Robert Jazze Niederle, Andreas Blanckenstein, Benedict Thill, Andi Paar, Viviana DiChiara, Michael Wittmann, Jörg Vogeltanz, Dozer Draws, Oliver Naatz (Sonderpreis, Indiekator-Verlag)
- Der fabelhafte Doktor Breslau – Das Callisto-Rätsel von Geier (Selbstveröffentlichung)
- Fürchtetal von Markus und Christine Färber (Rotopol)
- Kommissar Eisele, Soko 0711 von Martin Frei (Verlagsveröffentlichung: Gringo Comics)
- ORT (in Aspern) von Franz Suess (Selbstveröffentlichung)
- Der totgeglaubte Krieg von Bernd Pohlenz (Kurator) (Verlagsveröffentlichung: schauraum: comic+cartoon)
- Trip mit Tropf von Josephine Mark (Verlagsveröffentlichung: Kibitz Verlag)

### 2023
- Bester Independent Comic – Selbstveröffentlichung (1.000 Euro): Drinnen von Sascha Dörp
- Bester Independent Comic – Verlagsveröffentlichung (1.000 Euro): Diebe und Laien von Franz Suess (Avant-Verlag)
- Bester Independent Comic – Sonderpreis für eine besondere Leistung oder Publikation (1.000 Euro): Tick Tock – Kultgeschichten 1 von Michael Mikolajczak (Texte), Paolo Massagli, Holger Klein, Ernesto „Erggo“ Rodriguez, Christian „Zano“ Zanotelli, Erik van Schoor, Sascha Dörp, Chris W. Jany und Jacek Piotroski (Kult Comics)

Nominiert für den Preis waren zudem
- Acid Accessories #0, von Daniel Andrew Wunderer (Text) und Sascha Vernik aka Revkin (Illustration) (Selbstverlag)
- Coming of H von Hamed Eshrat (Verlagsveröffentlichung: Avant-Verlag)
- Cowboy Jim 1–3 von Bertram Könighofer (Selbstverlag)
- Irrlicht von Michael Mikolajczak (Selbstverlag)
- Madame Choi und die Monster von Sheree Domingo und Patrick Spät (Verlagsveröffentlichung: Edition Moderne)
- Die Narrenpritsche von Dirk Seliger, Gilbert Schwarz (Text), Sascha Wüstefeld und Jan Suski (Illustration) (Sonderpreis – Verlagsveröffentlichung: Edition MosaPedia)
- Tiafe Gschichtn von Jonboy Wotton, Robert Maresch, Tomáš Roller, Bert Bricht (d. i. Bertram Könighofer) und Robert Spieß (Sonderpreis – Selbstverlag)

### 2024
- Bester Independent Comic – Selbstveröffentlichung: Digger von Ralf Marczinczik
- Bester Independent Comic – Verlagsveröffentlichung: Viktoria Aal von Wiebke Bolduan
- Sonderpreis für eine besondere Leistung oder Publikation: Salon Journal von Jel&Rie, Naqshband Haidary, Heiko Vogel, Robert Posselt, Benjamin Caillari-Herzberg, Katrin Langhauser, Milivoj Kostic, Sascha Dörp, Falko Kutz, Frauke Berger, Annelie Wagner, Frank Cmuchal, Heimat- und Kulturverein Gönnheim
- Bester Kinder- oder Jugendcomic: Schattenspiel von Luise Mirdita
- XPPen-Preis für herausragende digitale Comics: Der unsichtbare Freund von Steff Murschetz und Somnium von Berrin Jost

Nominiert für den Preis waren zudem
- 100 Jahre Erich Schmitt von Thomas Möller (Hrsg.) (Selbstverlag: Comic-Museum Neubrandenburg)
- Bruised Fruit von Niki Smith (Selbstverlag)
- Herzschlag von Karen Hertfelder (Verlagsveröffentlichung: Schwarzer Turm)
- Eine kleine Geschichte vom Ende des Universums von Hannes Klesse (Verlagsveröffentlichung: TheNextArt/Hannes Klesse)
- Der letzte Kobold 4 - Der Wiemel und die Schlaazenbande von Pits und Knolle und Pegasau (Verlagsveröffentlichung: Kult Comics)
- Memento Mori. A Circus Tale von Julia Schlax (Verlagsveröffentlichung: Schwarzer Turm)
- Oma zu verkaufen von Thomas Wellmann und Martin Baltscheit (Verlagsveröffentlichung: Kibitz Verlag)
- Sinnerman 2: Weder tot noch lebendig von Fern und Tom C. Winter (Verlagsveröffentlichung: TheNextArt)
- Weltraumpolizistin Oma Gurke von Stephan Lomp und Patrick Wirbeleit (Verlagsveröffentlichung: Kibitz Verlag)
- Zitronengesichter von Anika Westermann (Verlagsveröffentlichung: Marta Press)